# DC Towers
Die DC Towers (eigentlich Donau City Towers) sind drei vom französischen Architekten Dominique Perrault in der Wiener Donau City geplante und teilweise fertiggestellte Wolkenkratzer. Das erste der drei Gebäude, der DC Tower 1, wurde am 26. Februar 2014 eröffnet und ist seitdem das höchste Gebäude und zweithöchste Bauwerk Österreichs. Der DC Tower 2 befindet sich in der Bauphase und der DC Tower 3 wurde 2022 fertiggestellt.

## Geschichte

### Planungen
Bereits Anfang der 1990er-Jahre gab es für den Standort in der Donau City erste Bebauungskonzepte, die aber allesamt wieder verworfen wurden.
Im Jahr 2002 ließ die WED (Wiener Entwicklungsgesellschaft für den Donauraum AG) dann einen internationalen Gestaltungswettbewerb für diesen letzten zu entwickelnden Abschnitt ausschreiben. Den Zuschlag in diesem Gutachterverfahren erhielt der Architekt Dominique Perrault aus Paris. Im Anschluss wurde er mit der Erstellung eines Masterplans für das Gebiet beauftragt. Basierend auf diesen Plänen wurde ein städtebauliches Leitbild entworfen und am 1. Juli 2004 vom Gemeinderat beschlossen. Im Gegensatz zu früheren Projekten am Standort, wurde hier eine gemischte Nutzung vorgeschrieben. Bis zu einer im Jahr 2007 erfolgten Umwidmung auf 220 Meter, durfte auf dem Gelände maximal 120 Meter hoch gebaut werden. (Dieser Wert bezieht sich auf die Konstruktionshöhe, eine Antenne ist davon ausgenommen)
Das freie Grundstück, direkt an der Reichsbrücke gelegen, stellte ein städtebauliches Filetstück dar; die prominente Lage am Eingang zur Donau City verlangte nach einer besonderen Verwertung. Es sollte ein weithin sichtbares „Wahrzeichen“ entstehen. Bis zum endgültigen Konzept gab es 120 verschiedene Entwürfe. Perrault konzipierte als „Brückenkopf“ zwei markante Doppeltürme als gebautes Eingangstor für den Stadtteil. Der Entwurf des dritten Turms stammt vom Vorarlberger Büro Dietrich Untertrifaller Architekten.

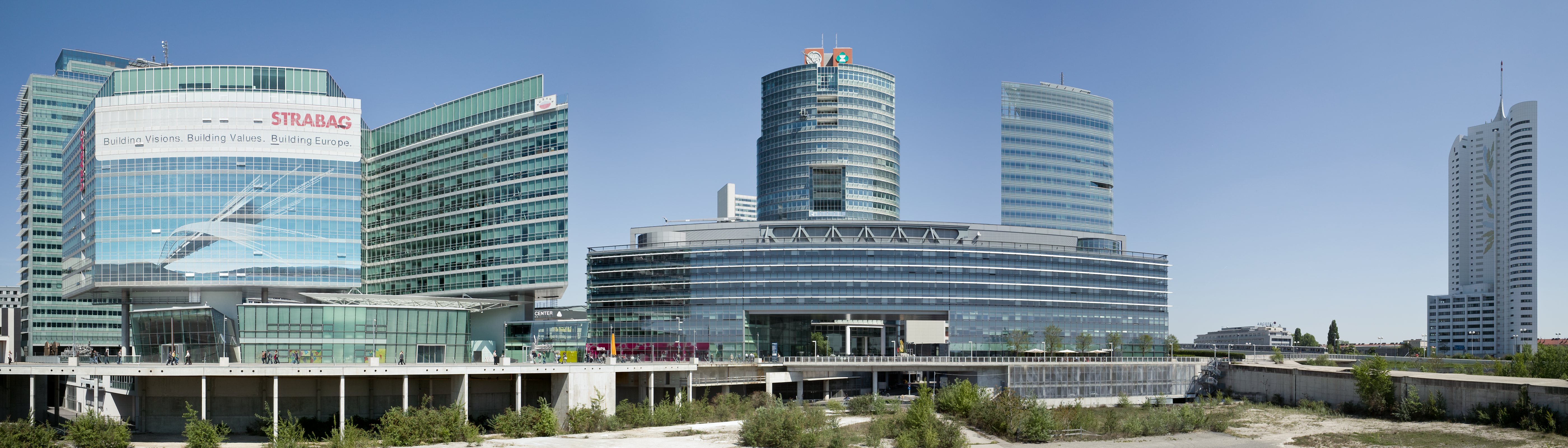
Panorama der Donau City vor Baubeginn mit dem freien Grundstück im Vordergrund

Der Startschuss für das Projekt war ursprünglich für das Jahr 2007 vorgesehen, der Baubeginn verzögerte sich allerdings mehrmals.

### Bauphase
Die Ausführung der von Dominique Perrault entworfenen Türme erfolgt in Zusammenarbeit mit dem Wiener Büro Hoffmann-Janz Architekten. Der Tiefbau wurde von Porr, die Rohbauarbeiten von Max Bögl durchgeführt. Insgesamt wurden rund 100.000 Kubikmeter Beton mit 17.000 Tonnen Bewehrungsstahl verarbeitet. Das Gesamtgewicht des Turms liegt bei 290.000 Tonnen.

#### 2010

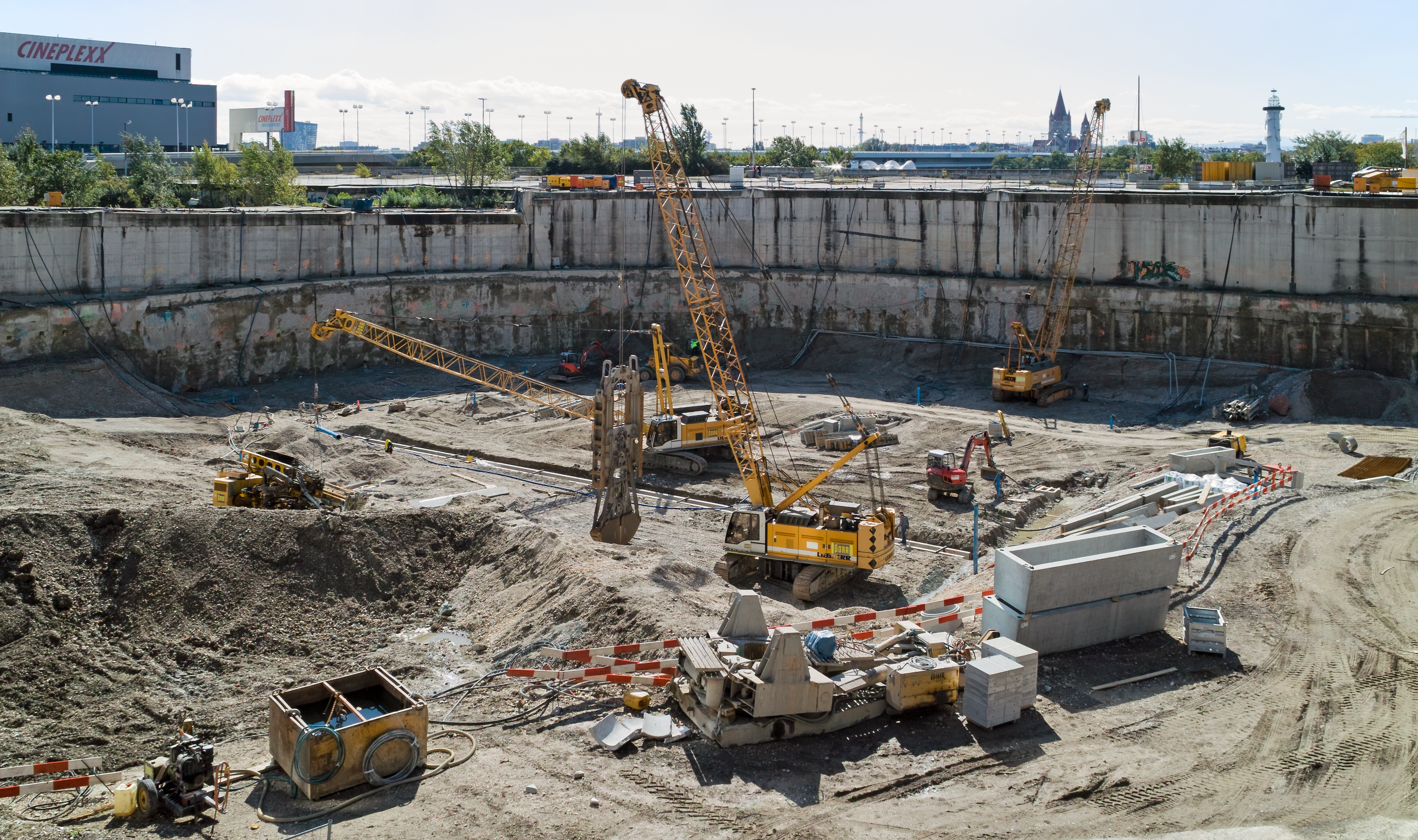
Baufortschritt im September 2010 …

Die ersten Tätigkeiten auf dem damals noch leerstehenden Grundstück waren bereits Ende Februar 2010 zu beobachten. Die Grundsteinlegung und der Baustart folgten letztendlich am 17. Juni 2010. Im November wurden die ersten Pfahlbohrungen gestartet und der erste fix montierte Baukran wurde verwendet. Im Dezember war der Bau des Fundaments bereits in vollem Gange. Das Setzungsverhalten im Hinblick auf die Lage direkt neben der Überplattung der Donauuferautobahn A22 und der Donaunähe erforderte eine Spezialtiefgründung. Unter der im Kern 4 Meter dicken Bodenplatte ragen Schlitzwandpfähle weitere 35 Meter in den Baugrund. Allein im Bereich der Bodenplatte wurden 13.000 Kubikmeter Beton eingebaut. (Das entspricht etwa der Ladung von 1.625 Betonmischwägen) Der Tiefbau wurde in 6 Monaten abgeschlossen.

#### 2011

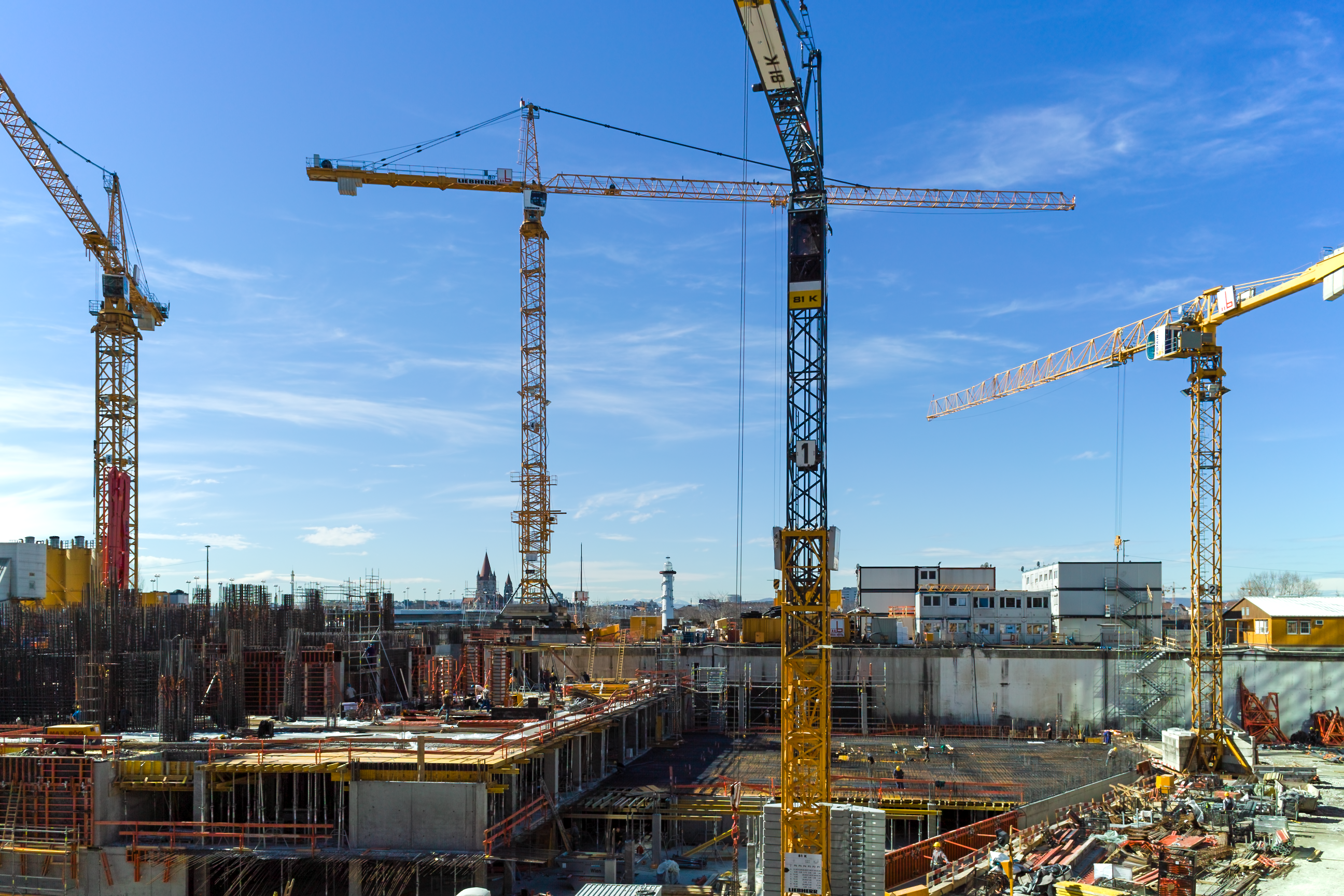
… März 2011 …

Im Jahre 2011 waren die meisten Fortschritte zu erkennen. Ende März 2011 wurde der Hochbau gestartet, und Anfang April wurden die ersten unterirdischen Stockwerke fertiggestellt. Ende April wurde das erste oberirdische Stockwerk erbaut und der Betonkern nahm sichtbare Ausmaße an. Es waren nun fünf fixe Baukräne tätig. Anfang des Monats Juni wurde der erste fixe Dachkran montiert und der verschiebbare Wetterschutz wurde angebracht. Im Juli konnte man den im Bau befindlichen DC Tower 1 bereits von jedem höheren Gebäude Wiens aus sehen. Noch im selben Monat wurde der links außen am Tower mitwachsende Kran am Gebäude befestigt, und der erste Lastenaufzug auf der Westseite des Towers wurde angebracht. Im August 2011 verschwand der Betonkern im wachsenden Gebäude und das 13. Stockwerk wurde fertiggestellt. Weiters begann man mit dem Hochzug der Glasfassade auf der West-, Nord- und Südseite.
Im September wurde mit dem Bau der Glasfassade auf der Ostseite des Gebäudes begonnen. Seitdem wurde die Fassade zwar auf allen vier Seiten des Turmes bis zum Wind- und Wetterschutz hochgezogen, allerdings war kaum Höhenbaufortschritt zu sehen. Dies lag an den Outrigger Etagen, welche die Stabilität des Gebäudes sichern sollen. Ende November waren diese fertiggestellt, der erwartete Eröffnungstermin wurde jedoch von Anfang 2013 auf frühestens Sommer 2013 verschoben.

#### 2012–2013

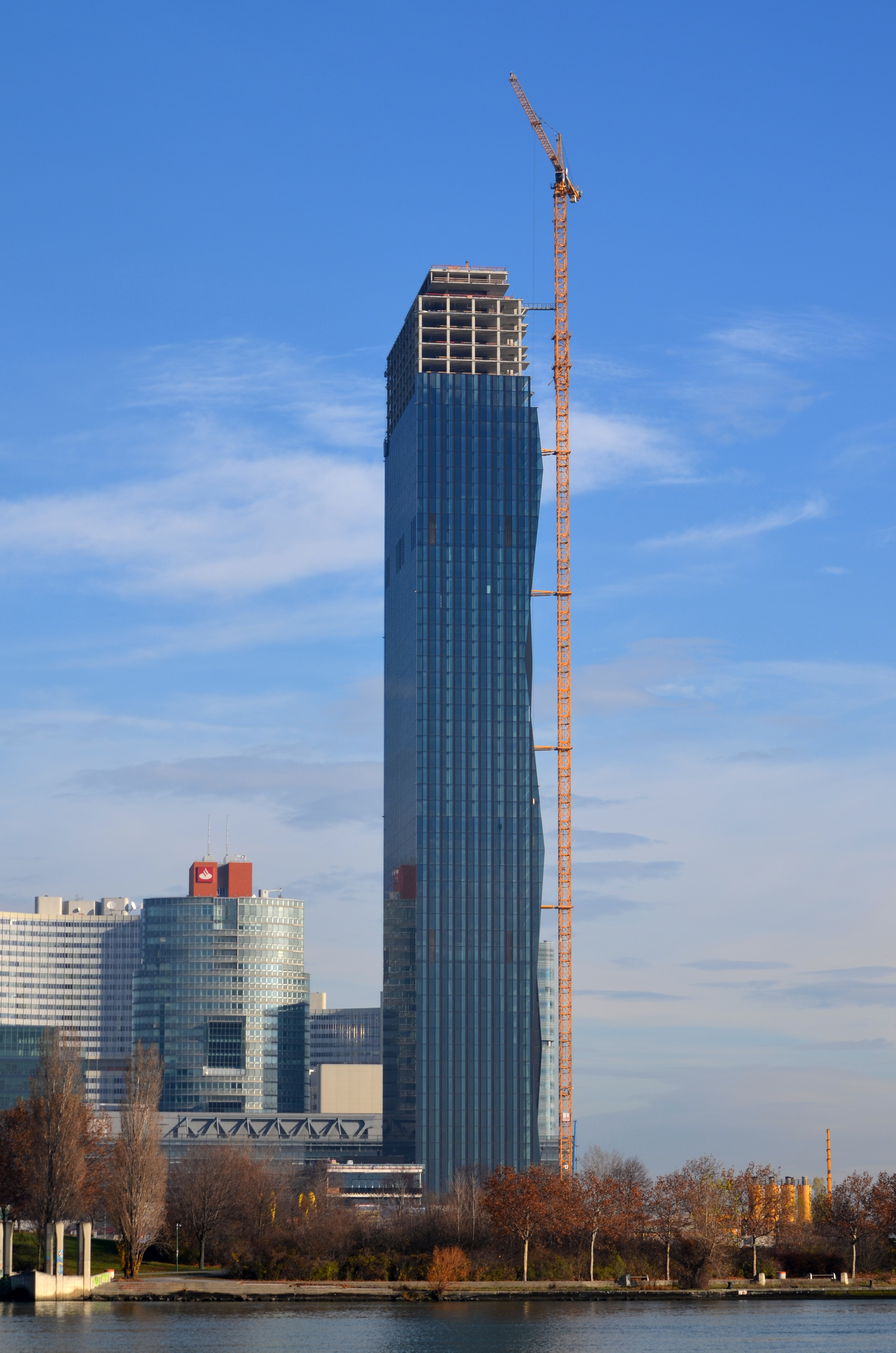
… und November 2012 nach Erreichen der Endhöhe

Ab Frühjahr 2012 gab es wieder Höhenwachstum. Alle 4,8 Tage wuchs der Tower um ein Geschoß. Ende April 2012 wurde an der 32. Etage gearbeitet, welche etwa die Hälfte der endgültigen Bauhöhe markiert. Am 25. Oktober im selben Jahr wurde bereits das 60. und letzte Stockwerk erreicht. Laut WED wurde sechs Tage die Woche gearbeitet. Im Spätsommer 2013 befanden sich die letzten Fassadenelemente in Montage. Die zwei Baukräne, die zu der Zeit noch am Turm im Einsatz waren, wurden schrittweise wieder rückgebaut. Sie wuchsen zuvor über die gesamte Baudauer mit dem Gebäude mit. Einer war an der Außenseite der Tragkonstruktion befestigt, der andere wurde in einem der Aufzugsschächte platziert. Am 19. September 2013 wurde schließlich die rund 30 Meter hohe Antenne mittels eines Spezialhubschraubers der Firma Heliswiss in Position gebracht. Das Gebäude wurde damit äußerlich fertiggestellt.

### Eröffnung Turm 1
Die offizielle Eröffnungsfeier von Hotel und Turm fand am 26. Februar 2014 statt. Zu den Ehrengästen zählten Architekt Dominique Perrault, der Wiener Bürgermeister Michael Häupl, der ehemalige Bürgermeister von New York Rudy Giuliani und der ehemalige Astronaut Buzz Aldrin.

### Zukunft mit Turm 2
Der DC Tower 2 ist mit 175 m geplant. Der deutliche Höhenunterschied zwischen den Gebäuden spiegelt sich auch in den unterschiedlichen Lettern von „DC“ im Logo des Bauprojekts wider. Der Baubeginn verzögerte sich jedoch mehrmals – nicht zuletzt aufgrund der weltweiten Finanzkrise. Im Frühjahr 2016 wurde der Baugrund von Turm 2 an einen deutschen Immobilienfonds verkauft.
Im März 2018 wurde bekanntgegeben, dass die Wiener S+B Gruppe mit dem Eigentümer des Grundstückes, der deutschen Commerz Real, einen Generalübernehmervertrag für den zweiten Donau City Tower abgeschlossen habe. Der geplante Baubeginn 2019 wurde nicht eingehalten. 2020 wurde bekannt gegeben, dass der Turm 2 nicht mehr dem Design von Turm 1 folgen soll. Als Grund wird genannt, dass aufgrund des Anteils an Wohnungen – statt fast ausschließlich Büros wie in Turm 1 – Freiflächen erwünscht wären und diese nicht mit dem Wellen-Design vereinbar wären.
Mit dem Bau wurde 2022 begonnen, die Entwicklungs-Firma rechnet mit einer Fertigstellung 2026.

## Anlage

### Erschließung und Sicherheit
Die Erschließungslogik am Boden folgt dem Konzept der Donau-City: Fußgänger- und Verkehrsebene befinden sich auf unterschiedlichen Niveaus. Die Hauptzufahrt zum Komplex erfolgt über den zentralen Kreisverkehr der Donau City in der nach ihr benannten Donau-City-Straße. Die Adresse lautet 1220 Wien, Donau-City-Straße 7. Mieter von Turm 1 können direkt von dieser Ebene in die Garage einfahren, Besucher und Taxis werden auf die Vorfahrtsebene −1 hinaufgeleitet. Zur besseren Orientierung wurde diese als oben offener Platz gestaltet. Hier befinden sich die Hotelvorfahrt und die Einfahrt in die öffentliche Tiefgarage. In ihr finden 354 Fahrzeuge Platz. Anlieferung wie auch Entsorgung erfolgt über den, ebenfalls auf dieser Ebene situierten, zentralen Ladehof, welcher an die Serviceaufzüge angeschlossen ist. Über Freitreppen kann auch die höher liegende Fußgängerebene erreicht werden. Auf dieser sind für die unterschiedlichen Nutzergruppen jeweils separate Eingänge zu finden.
Das Sicherheitskonzept des Turms sieht die Trennung der einzelnen Besucherströme vor, was durch die in verschiedenen Ebenen angelegte Donau City begünstigt wird.
Das Gebäude ist in einzelne Sicherheitsbereiche gegliedert, in denen jeweils die Bewegungsströme sowie die Ein- und Ausgänge gesteuert und überwacht werden. In den Empfangsbereichen verhindern Vereinzelungsanlagen, in den Aufzügen intelligente Steuerungstechnik, die Durchmischung der Nutzergruppen. Die Verteilung der Personen innerhalb des Gebäudes erfolgt über 29 Aufzüge und zwei Rolltreppen. Zwei Aufzüge sind als vollwertige Lasten- und Feuerwehraufzüge mit einer Nennlast von bis zu 2.500 kg ausgeführt. Im DC Tower sind die derzeit schnellsten Aufzüge Österreichs in Betrieb. Mit bis zu 8 m/s (rund 29 km/h) wird die höchste Etage in 40 Sekunden erreicht.
Die öffentlichen Bereiche und Hoteletagen werden separat durch vier vollverglaste Aufzüge erschlossen. Im Sockelgebäude ist jedoch auch eine freitragende Wendeltreppe verbaut. Die Hauptaufzüge im Turm sind mit einer Zielwahlsteuerung ausgestattet, bei welcher die Zieletage schon vor Betreten der Kabine gewählt wird. Das System leitet anschließend zu einem Aufzug und ermöglicht so kürzere Wartezeiten und weniger Zwischenhalte. Im DC Tower wurde diese Anlage dahingehend erweitert, dass auch die Zutrittskontrollen mit der Liftsteuerung verbunden sind. So wird der nächste Aufzug bereits im Passieren der Sicherheitsschleusen zugewiesen.

### Nutzung
In den unteren 15 Stockwerken von Turm 1 befindet sich seit Anfang 2014 das Fünfsternehotel Meliá Vienna der spanischen Kette Meliá Hotels International mit 253 Zimmern und 1.079 m² Veranstaltungsfläche. Zum Hotel gehören auch die Gastronomiebetriebe in der 57. und 58. Etage. Im zweiten Stock befindet sich außerdem ein Fitnessclub auf 1.700 m² mit Wellnessbereich und Hallenbad. Der Gutteil der übrigen Geschoße wird als Bürofläche vermietet. Dabei wurde die Firma Baxter International bereits 2011 als erster Großmieter angekündigt. Anfang 2015 zog dann die österreichische Tochter der Astellas Pharma in den Turm ein. Weitere Büromieter sind unter anderem die voestalpine, die Wirtschaftsprüfungsgesellschaft PwC Österreich, das IBM Client Innovation Center Austria, sowie die CRRC ZELC, eine Tochter des chinesischen Schienenfahrzeugherstellers CRRC, die hier ihre Europazentrale gegründet hat. Auf Ebene 58 befindet sich eine umlaufende Terrasse in 207 Metern Höhe. Der dem Stadtzentrum zugewandte Teil wird dabei von der hier befindlichen Bar bewirtschaftet, die zweite Hälfte war bis Ende 2016 als kostenpflichtige Aussichtsplattform (Skyterrasse) zugänglich. Seit Oktober 2014 nützt auch die ORS die in 245 Meter bestehende Antenne zur Ausstrahlung von Fernsehprogrammen.
- Stockwerke 1–15: Hotel Meliá Vienna, Restaurants Flow und Ra’mien go
- Stockwerk 2: John Harris Fitness Club[29]
- Stockwerke 16–17: Haustechnik[30]
- Stockwerke 18–42: Büros[30]
- Stockwerke 43–44: Haustechnik[30]
- Stockwerke 45–56: Büros[31]
- Stockwerk 57: 57 Lounge und 57 Restaurant
- Stockwerk 58: 57 Lounge, Außenterrasse[30]
- Stockwerke 59–60: Haustechnik

Turm 2 soll im Sockelbereich Gastronomie und Co-Working Spaces erhalten, bis zum 30. Stock Büros, in den restlichen Stockwerken Wohnungen.
Turm 3, etwas nordöstlich des Paares  wird gänzlich als Studentenwohnheim genutzt.

### Eigentumsverhältnisse
Eigentümer des Geländes von Turm 1 und verantwortlich für die Gesamtentwicklung ist die 1991 aus der Expo AG hervorgegangene WED Wiener Entwicklungsgesellschaft für den Donauraum. Errichter und Eigentümer war die VIENNA DC Tower 1 Liegenschaftsbesitz GmbH, welche zunächst ein Unternehmen der WED-Gruppe war, im Juli 2017 jedoch an die deutsche Deka Immobilien verkauft wurde. Der Verkaufspreis wurde dabei nicht verlautbart; das Investitionsvolumen für Turm 1 betrug ursprünglich 300 Millionen Euro. Die Vermarktung der Immobilien im Turm erfolgt durch die Firma bareal Immobilientreuhand GmbH. Im September 2016 waren über 90 Prozent der Flächen vergeben.
Der Bauplatz für Turm 2 wurde bereits im Frühjahr 2016 an den Immobilienfonds hausInvest der Commerz Real verkauft; über den Kaufpreis wurde auch hier Stillschweigen vereinbart. Ebenso ist das benachbarte Grundstück des DC Tower 3 im Besitz des deutschen Immobilienfonds. Das den Gebäuden angrenzende Gelände am Donauufer ist jedoch im Besitz der Stadt Wien, war bisher verpachtet und wird seit 2018 neugestaltet.

## Architektur
Der DC Tower 1 ist das höchste Gebäude Österreichs, das höchste Bauwerk des Landes ist jedoch weiterhin der in Nachbarschaft gelegene Donauturm. Er überragt den DC Tower 1 um zwei Meter. Das große Verhältnis der Höhe zur geringen Breite der Schmalseite macht den Turm zu einem der schlankesten Hochhäuser der Welt. Vom gewachsenen Boden aus gemessen ist der Turm sogar 260 Meter hoch.

Panorama der Donau City mit dem DC Tower 1

„Bei der Planung ging es nicht vordergründig darum, neue Höhenrekorde aufzustellen, sondern ein bestens konzipiertes Gebäude zu schaffen, das durch sein anspruchsvolles Design und die hohe Objektqualität überzeugt. Die Höhe des Tower ergibt sich aus der Ambition, bei der Verbauung der vorgesehenen Kubaturmaße die attraktive Ästhetik eines schlanken Turms zu bewahren.“

### Gebäudedaten
| Gebäudedaten                              | DC Tower 1              | DC Tower 2 (in Bau) | DC Tower 3 |
| ----------------------------------------- | ----------------------- | ------------------- | ---------- |
| Höhe bis zur Spitze                       | 250 m                   | 175 m               | 110 m      |
| Höhe der Konstruktion                     | 220 m                   |                     |            |
| Höhe bis zum höchsten nutzbaren Stockwerk | 211 m                   |                     |            |
| Länge                                     | 59 m                    |                     |            |
| Breite                                    | 28 m (durchschnittlich) |                     |            |
| Lichte Raumhöhe Büros/Gang                | 3,00 m/2,50 m           |                     |            |
| Geschoße über 0                           | 60                      | 53                  | 34         |
| Geschoße unter 0                          | 4                       |                     | 5          |
| Bruttogeschoßfläche über 0                | 93.600 m²               | 62.800 m²           | 22.800 m²  |
| Bruttogeschoßfläche unter 0               | 44.000 m²               |                     |            |
| Mietfläche                                | 66.000 m²               |                     |            |
| Erdaushub                                 | > 60.000 m³             |                     |            |
| Stärke Bodenplatte                        | 4 m                     |                     |            |
| Stahl                                     | 20.000 t                |                     |            |
| Beton                                     | 110.000 m³              |                     |            |
| Gesamtgewicht                             | 290.000 t               |                     |            |
|                                           |                         |                     |            |

### Formfindung und Erscheinungsbild

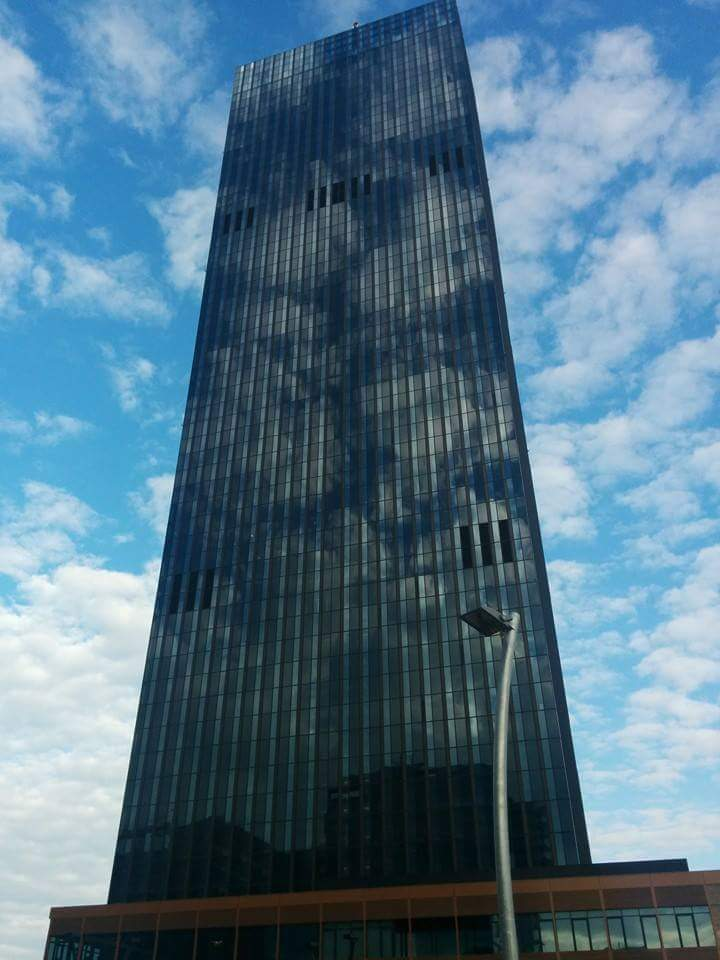
Spiegelung des Himmels auf der Fassade

Ansicht von der Reichsbrücke aus gesehen

Die Form entstand aus der Idee eines in der Mitte auseinandergebrochenen Monolithen. Dieser „zerklüftete Stein“ wird durch die wellenartig verschobene Struktur an der Südostseite erkennbar, sollte aber erst mit Turm 2 seine Negativform erhalten und damit räumlich-visuell zur Geltung kommen. Aufgrund veränderter Anforderungen wird Turm 2 nicht dem Design von Turm 1 folgen, somit wird das geplante Design nicht vervollständigt. Die zwei Türme werden dann ein „Stadttor“ bilden, wobei sich die zwei Hälften der Donau zuwenden und leicht angewinkelt zueinander stehen werden. Der Platz der sich dazwischen ausbilden wird, ist für Perrault entscheidend. Identität und urbanen Raum schaffe man nur mit mehreren Türmen. Alleinstehend sei der DC Tower 1 nur ein guter Solitär. Dominique Perrault wollte ein einheitliches Volumen aus Glas und keine Tragstruktur mit vier Vorhangfassaden bauen. Die schwarze Farbe und die Spiegelungen der Umgebung helfen dabei dem Turm seine Textur zu nehmen und das zweidimensionale Bild zu schwächen. Die von außen ablesbaren Geschoße sollen in den Hintergrund treten. Die „liquide Fassade“ ist der Donau nachempfunden, da die Nähe zum Wasser für den Architekten essentiell ist. Sie stelle ein großes Potenzial für die Donau City dar, werde aber derzeit nicht richtig ausgenutzt. Das damit in Verbindung stehende Stilelement der verschieden versetzten „Wellen“ ist deswegen nicht nur auf der Außenhaut zu finden; vielmehr tritt es wiederkehrend im Inneren, wie bspw. in den Hotelzimmern, auf.
Die Glasfassade besteht aus 32.000 m² Sonnenschutzisoliergläsern und wurde in Österreich hergestellt. Davon wurden 10.000 m² Glasflächen mittels Siebdruck bedruckt; auch um die Gefahr des Vogelschlags zu reduzieren.
Der fließende und immaterielle Charakter, den das Äußere wiedergibt, wurde im Innenbereich gegenteilig interpretiert. Hier sollten die Räume sehr präsent und physisch spürbar sein. In den allgemein zugänglichen Hallen und Gängen unterstreichen beispielsweise die vollflächigen Natursteinoberflächen die robuste Ästhetik. Die Liftlobbies wurden wiederum mit Metallpaneelen gestaltet, die durch ihre verschieden behandelten Oberflächen eine materialuntypische Wärme ausstrahlen. Die öffentlichen Hotelbereiche im Sockelgebäude werden durch eine „schwebende“ Wendeltreppe verbunden, deren Treppenauge gleichzeitig ein sich nach oben verjüngendes Atrium ausbildet, das den Blick auf den Turm freigibt. Ihre Rundstufen sind mit weißem Bianco Sivec Marmor aus Mazedonien belegt und seitlich konisch gearbeitet.

### Konstruktion
Wesentlicher Parameter und Grundlage für den Tragwerksentwurf war neben einer detaillierten Untersuchung des Untergrundes die Windanfälligkeit; sowohl auf den Turm als auch ausgehend von ihm. Infolgedessen wurde ein Modell des Towers samt Umgebung gebaut, um es im Windkanal zu untersuchen. Im Hinblick auf die in der Donau City auftretenden Fallwinde sollte auch der Windkomfort in der bodennahen Zone optimiert werden. Resultat der Untersuchungen waren leichte Adaptionen am Baukörper und die Positionierung schirmartiger Konstruktionen um den Turm. Diese schützen zusätzlich vor Sonnenlicht und herunterfallenden Gegenständen.
Die Stahlbetonkonstruktion ist elastisch. Auf Höhe des 58. Stockwerks kann der Turm bis zu 45 Zentimeter schwanken, an der Spitze der Antenne bis zu einem Meter. Um die Bewegung unter die Wahrnehmungsgrenze zu senken und den Nutzerkomfort zu erhöhen, wurde aus diesem Grund ein Schwingungstilger in Form eines 305 Tonnen schweren Massenpendels zwischen dem 56. und 60. Stock eingebaut. Es besteht aus Stahlplatten und einem 54 m³ Wassertank, welcher im Ernstfall die Versorgung der Wandhydrantenanlage sicherstellt. Das Pendel hängt an den vier Eckpunkten an jeweils zwei 16 m langen Stahlseilen. Es ist schienengeführt, schwingt somit in definierten Bahnen und ist auf die schlanke Gebäudeseite abgestimmt. Das Pendel bewegt sich immer gegenläufig zur Eigenschwingung des Turms. Die Seillänge kann dabei variabel auf die endgültige Eigenfrequenz abgestimmt werden. Diese stellte sich aber erst einige Zeit nach Fertigstellung ein, da eine neugebaute Struktur anfangs noch relativ steif ist und erst im Laufe der Zeit elastischer wird.
In den Haustechnikgeschoßen auf den Ebenen 16/17 und 43/44 sind sogenannte Outrigger verbaut, die dem DC Tower mehr Stabilität geben. Zwei Meter dicke Stahlbetondecken verbinden hier den Kern mit den tragenden Außenstützen und verbessern die Steifigkeit des Tragsystems. Die Outriggeretagen sind jeweils doppelt so hoch wie ein Regelgeschoß, haustechnischen Anlagen vorbehalten und von außen nur an den in der Fassade vergitterten Zuluftöffnungen erkennbar. Die Outriggerkonstruktion als solche ist jedoch nicht erkennbar. Die auskragenden Erkerplatten der wellenartigen Südostseite werden durch auf Zug oder Druck beanspruchte Stahlprofile getragen bzw. gestützt.

### Umwelt und Haustechnik
Als einer der ersten österreichischen Hochhäuser wurde der DC Tower 1 nach den Energie- und Nachhaltigkeitserfordernissen der EU-Kommission für ein „Green Building“-Zertifikat und nach dem US-amerikanischen LEED-System errichtet und ausgestattet. Im Jänner 2015 wurde der Turm mit der höchsten Qualitätsstufe, dem Platin Status, ausgezeichnet. Im Rahmen des Zertifizierungsprozesses wurden 82 von 110 möglichen Punkten erreicht.
Die Bewertung berücksichtigt Parameter wie die Nachhaltige Standortqualität, Einsparung beim Trinkwasserverbrauch, den optimierten Energieverbrauch, den nachhaltigen und ressourcenschonenden Umgang mit Materialien, aber auch die Behaglichkeit und Nutzerzufriedenheit am Arbeitsplatz. Die Gebäudeenergie wird durch Photovoltaikanlagen und energierückspeisende Aufzüge reduziert. Der Turm wird mit Ökostrom betrieben. In der Tiefgarage besteht für alternativ betriebene Pkw die Möglichkeit, den vom Gebäude erzeugten Strom zu „tanken“.
Durch Regenwassermanagement wird Regenwasser, das auf die verbauten Flächen fällt, im natürlichen Wasserkreislauf belassen bzw. weiter genutzt und nicht in die Kanäle eingeleitet. Um übermäßige energetische Verluste von Wärme bzw. Kälte zu vermeiden, ist in jedes zweite Fenster eine Gitterstruktur eingearbeitet. Wie in modernen Hochhäusern üblich, lassen sich einzelne (schmale) Fenster vollständig öffnen. Als Schutz ist diesen ein Lochblech vorgesetzt. Auf einer Fläche von 22.900 m² wurde im Turm eine Betonkerntemperierung verbaut. Dieses System nutzt die Masse des Betons als Wärmespeicher und ermöglicht die ressourcenschonende Kühlung der Büroetagen im Sommer bzw. deren Beheizung im Winter. Durch die niedrige Betriebstemperatur arbeitet diese Anlage energieeffizient.
Bei den Klimaanlagen kommt eine zweistufige Wärmerückgewinnung zum Einsatz. Der Heizwärmebedarf des Turms liegt bei 27,41 kWh/m².a. Für den Fall eines Stromausfalls besteht ein 2.000 PS starkes Dieselaggregat. Am Dach befindet sich eine schienengebundene Fassadenbefahranlage, bestehend aus zwei jeweils 30 Tonnen schweren Kränen. Diese manövrieren die Gondeln, mit deren Hilfe die Glasfassade gereinigt und gewartet wird. Eine Komplettreinigung der Fassade nimmt rund einen Monat in Anspruch. Die Haustechnik- und Sicherheitseinrichtungen werden aus dem Leitstand im 2. Stock überwacht. Insgesamt sind vier Stockwerke, jeweils zwei im unteren (Etagen 16/17) und oberen (Etagen 43/44) Bereich des Turms ausschließlich haustechnischen Anlagen vorbehalten. Im oberen Technikgeschoß befindet sich zudem auch Wiens höchstgelegene Trafostation der Wiener Netze. Von außen sind diese Geschoße nur an den in der Fassade vergitterten Zuluftöffnungen erkennbar.

### Brandschutz
Das Risiko und die Folgen eines Feuers stellen die größte Gefahr in einem Hochhaus dar. Um im Ernstfall eine rasche und effiziente Brandbekämpfung sicherzustellen, ist im Turm eine Kombination aus einem Sprinklersystem und einer Hydrantenanlage installiert.
Die Hochdruck-Wassernebel-Anlage (Hi-Fog) pumpt Wasser im Brandfall mit 140 bar aus dem 4. Untergeschoß in die Höhe. Dort wird es als hochfeiner Sprühnebel aus über 10.000 Düsen zerstäubt. Der feine Nebel begünstigt die Verdampfung des Wassers und damit die schnelle Lösch- und Kühlwirkung direkt nach dem Entfachen. Das Leistungsvermögen der Anlage reicht aus, um das Wasser ohne Druckstufe auf über 230 Meter zu pumpen. Die 25 Pumpen für die Hochdruck-Löschanlage berücksichtigen auch schon den zweiten Turm, der nach seiner Fertigstellung auch von der Zentrale in Turm 1 versorgt werden wird. Jeder Turm benötigt dabei die Leistung von zehn Pumpen, 5 weitere dienen als Reserve.
Pro Geschoß besteht ein Bereichsventil, welches bei Auslösung der Anlage einen Alarm an die Brandmeldezentrale abgibt. So kann der Brandherd genauer lokalisiert werden.
Des Weiteren sind 250 Wandhydranten verbaut worden. Eine Besonderheit stellt dabei die Art der Wasserversorgung dar. Die Anspeisung erfolgt nämlich nicht über eine Steigleitung von unten, sondern über eine Fallleitung von oben. Das Löschwasser befindet sich in einem Tank, der Teil des Massenpendels im Dach ist (siehe dazu auch Konstruktion). Im 4. Untergeschoß sind zudem drei insgesamt 700 m³ Wasser umfassende Becken untergebracht, welche auch als Pufferspeicher für die Kälteerzeugung dienen. Die Stiegenhäuser, Fluchtwege und Feuerwehraufzüge sind mit einer Druckbelüftungsanlage ausgestattet, welche diese vom gefährlichen Brandrauch freihält. Die Brandmeldeanlage umfasst außerdem 5.600 Brandmelder.

## Sendeanlage
Auf dem Dach von Turm 1 befindet sich eine Sendeanlage. Vor hier werden digitale Radioprogramme nach dem DAB+-Standard ausgestrahlt.

### Frequenzen und Programme
Der Sender wird zur Verbreitung des DAB+ im Großraum Wien genutzt.
Am 3. April 2018 startete der CityMux Wien II. Und mit offiziellem Start am 28. Mai 2019 wird im Gleichwellennetz mit dem Kahlenberg, dem Liesing und dem Sonnwendstein auf Kanal 5D der erste österreichweite MUX im Standard DAB+ gesendet.
| Block                | Programme | ERP (in kW)  | Antennen- diagramm rund (ND), gerichtet (D) | Gleichwellennetz (SFN) |
| -------------------- | --- | ------------ | ------------------------------------------- | --- |
| 5C MUX III-WNB       | - #Radio Rot Weiss Rot (112 kbp/s) - #Super 80s (112 kbp/s) - *SOL* (56 kbp/s) - ARABELLA (72 kbp/s) - Antenne Hit (72 kbp/s) - Flash 90s (72 kbp/s) - Beats Radio (72 kbp/s) - LoungeFM (40 kbp/s) - Inforadio (40 kbp/s) - Musiksender GÖD (72 kbp/s) - Nostalgie (96 kbp/s) - Superfly (72 kbp/s) - Radio VM1 (72 kbp/s) - Radio Bollerwagen (72 kbp/s) - XXXL RADIO (72 kbp/s) - SPI (16 kbp/s Daten) | 7            | N                                           | - Niederösterreich: Semmering (Sonnwendstein), St. Pölten (Jauerling) - Wien: Wien (Kahlenberg), Wien (DC Tower 1), Wien (Liesing)                                                                      |
| 5D DAB+ Austria      | DAB-Block des österreichischen Bundesmux: - #Radio ONE (80 kbit/s) - * 88,6 * (72 kbit/s) - Antenne Österreich (72 kbit/s) - arabella HOT (72 kbit/s) - arabella MAGIC (72 kbit/s) - Energy (96 kbit/s) - ERF Süd (40 kbit/s) - jö.live (72 kbit/s) - KLASSIK RADIO (72 kbit/s) - Mein Kinderradio (40 kbit/s) - oe24 Radio (72 kbit/s) - Radio Maria Österreich (72 kbit/s) - Radio Stephansdom Klassik (72 kbit/s) - Rock Antenne (72 kbit/s) - Schlagerradio Flamingo (72 kbit/s) - WELLE 1 (72 kbit/s) - ORS EPG (16 kbit/s Daten) - ORS TPEG (8 kbit/s Daten, geplant) | 7            | D                                           | - Niederösterreich: Semmering (Sonnwendstein), St. Pölten (Jauerling) - Steiermark: Bruck an der Mur (Mugel), Schladming (Hauser Kaibling) - Wien: Wien (Kahlenberg), Wien (DC Tower 1), Wien (Liesing) |
| 10B MUX II NÖ/Bgld-N | - EuroDance X-Press (112 kbp/s) - Pirate Radio (112 kbp/s) - OÖNow (72 kbp/s) - SPI NOE (16 kbp/s Daten) | 7            | N                                           | - Niederösterreich: Semmering (Sonnwendstein), St. Pölten (Jauerling) - Wien: Wien (Kahlenberg), Wien (DC Tower 1), Wien (Liesing)                                                                      |
| 11C CityMUX Wien II  | DAB-Block MUX II - Wien: - #City Jazz (120 kbps) - #METAL Radio (72 kbps) - *Austrian Power* (72 kbps) - ARBÖ Verkehrsradio (72 kbps) - City23 (72 kbps) - NOW Radio (72 kbps) - Radio Fantasy Wien (96 kbps) - Radio Radieschen (56 kbps) - Radio Weanarisch (72 kbps) - Sout Al Khaleej (72 kbps) - Türk Radyo (64 kbps) - YU Radio (72 kbps) - EWF Info (24 kbps) | 13 (max. 20) | D                                           | Wien (DC Tower 1), Wien (Funkturm Arsenal) (geplant) |

## Auszeichnung
Die Mitglieder des weltweiten Internetforums SkyscraperCity wählten den DC Tower 1 zum besten fertiggestellten Hochhausprojekt des Jahres 2013. Dort setzte er sich gegenüber 15 weiteren Wolkenkratzern durch. Darüber hinaus belegte Turm 1 2013 den zweiten Platz beim Emporis Skyscraper Award.

## Bildergalerie

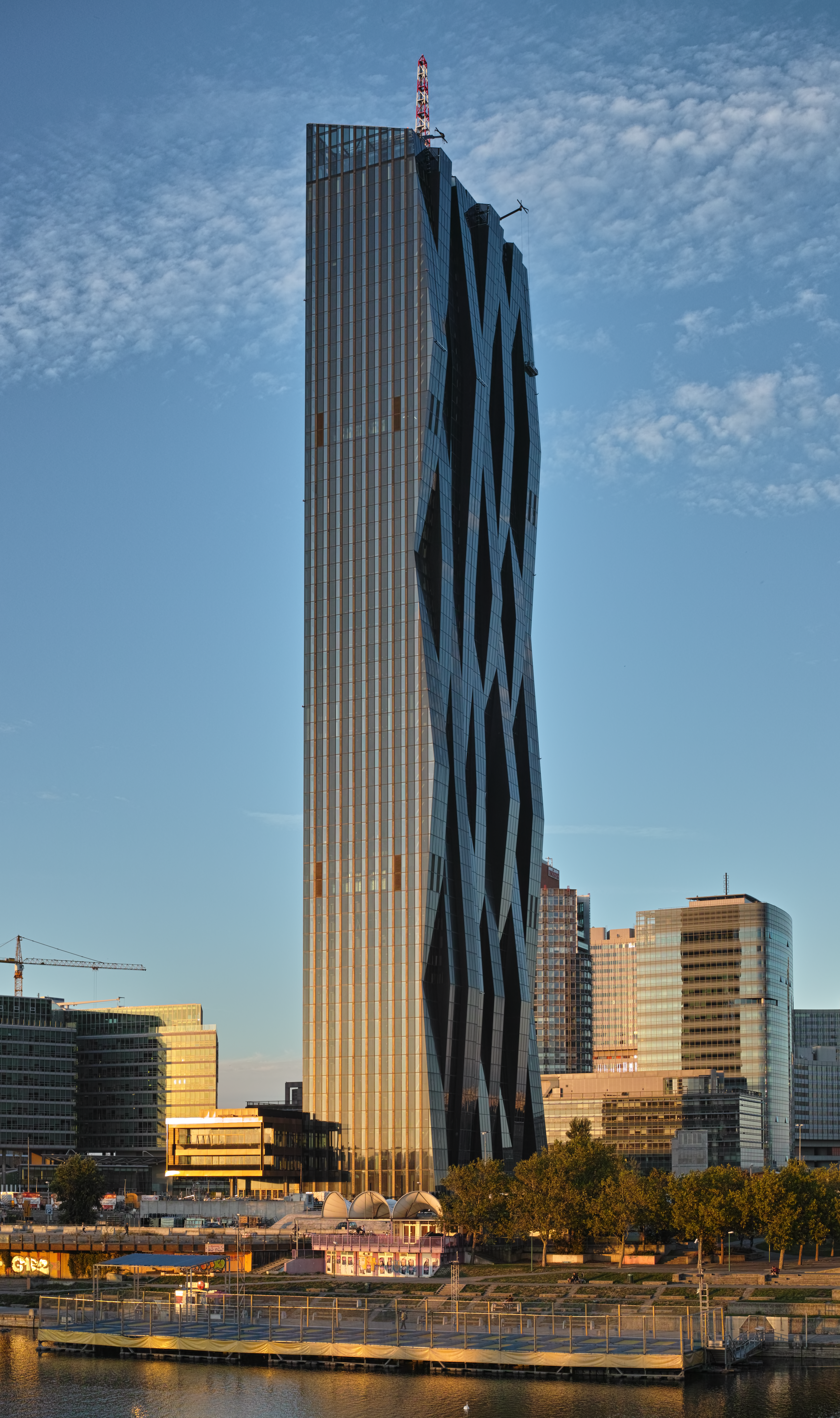
Von Südwesten
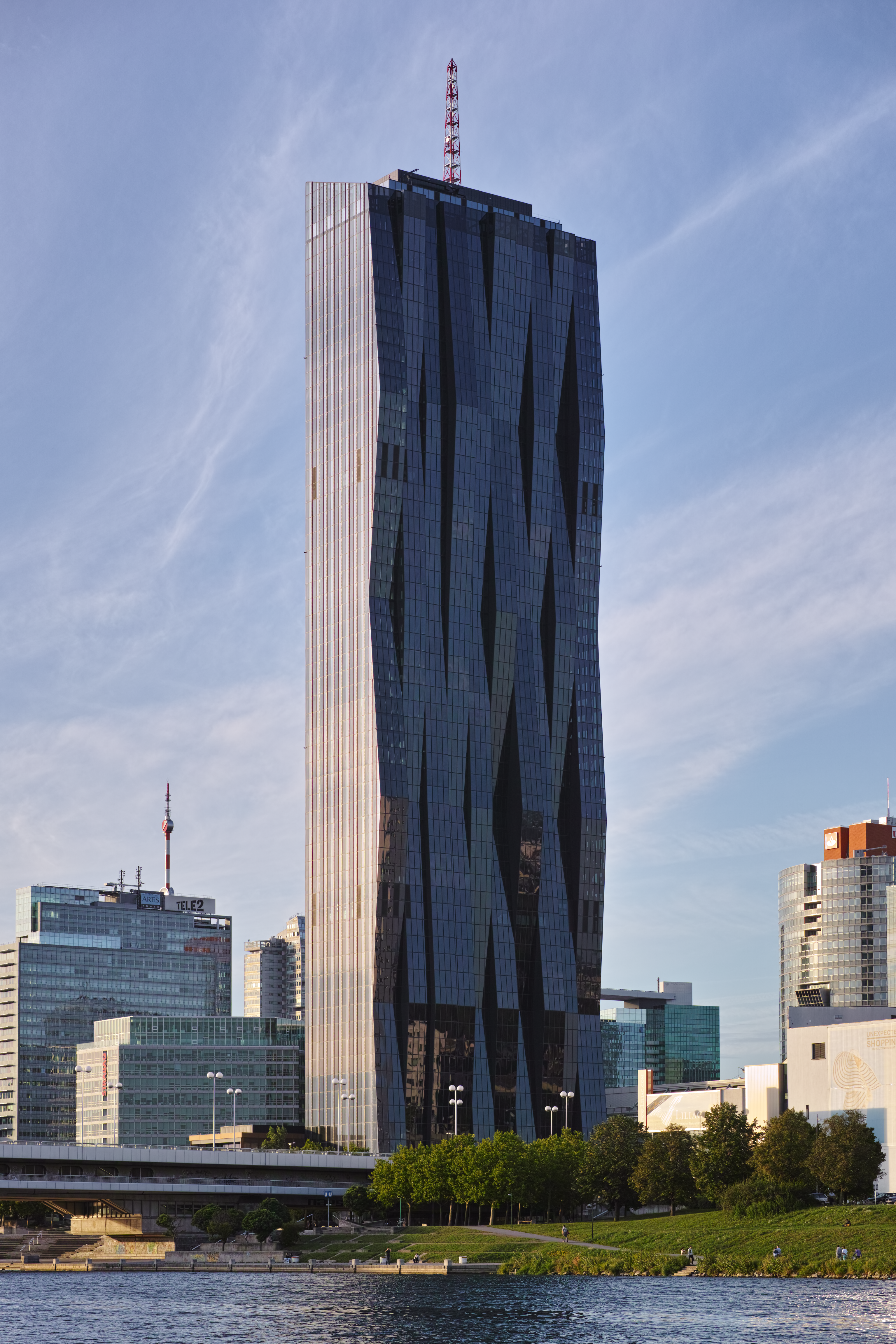
Von Süden am Abend
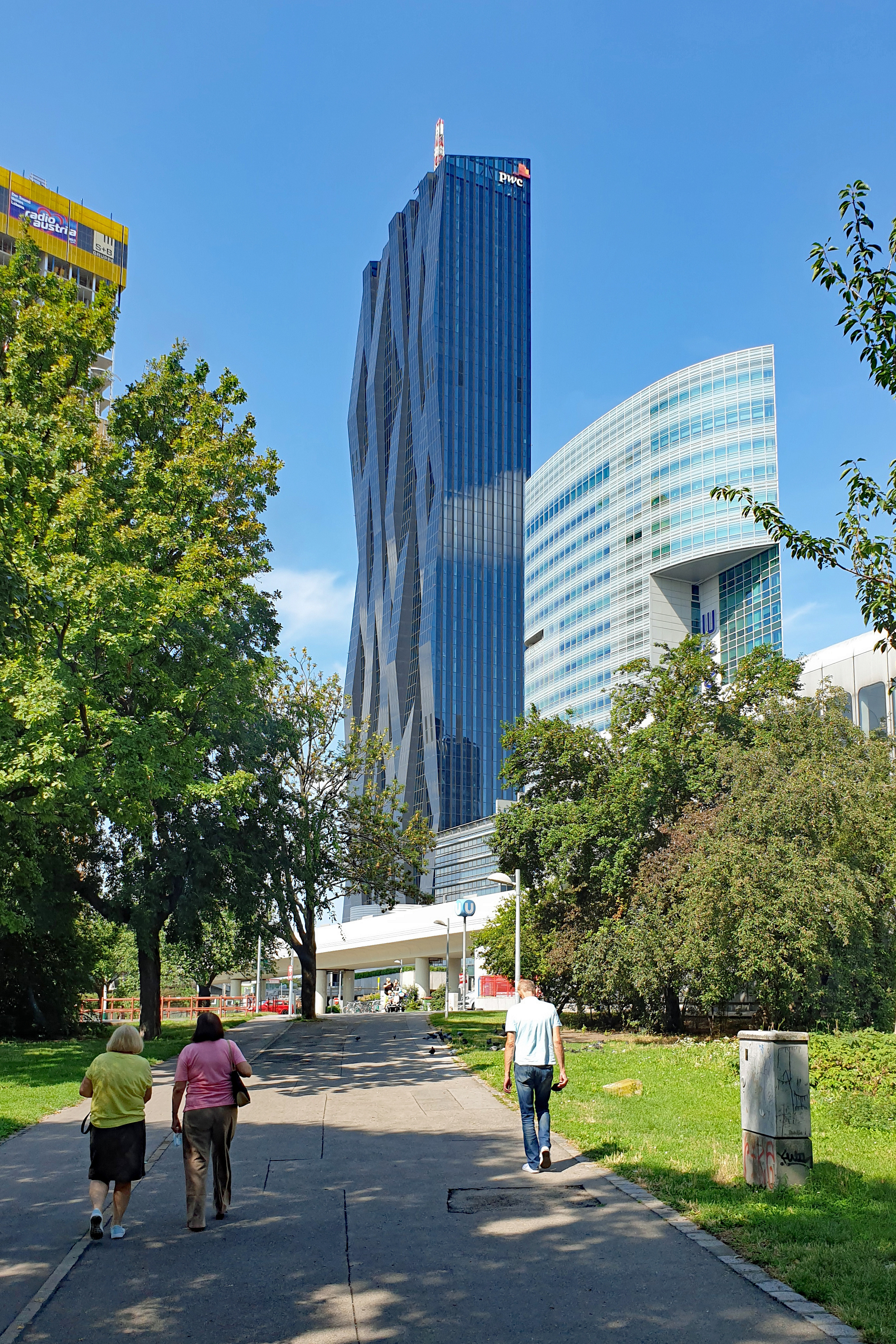
Von Nordosten
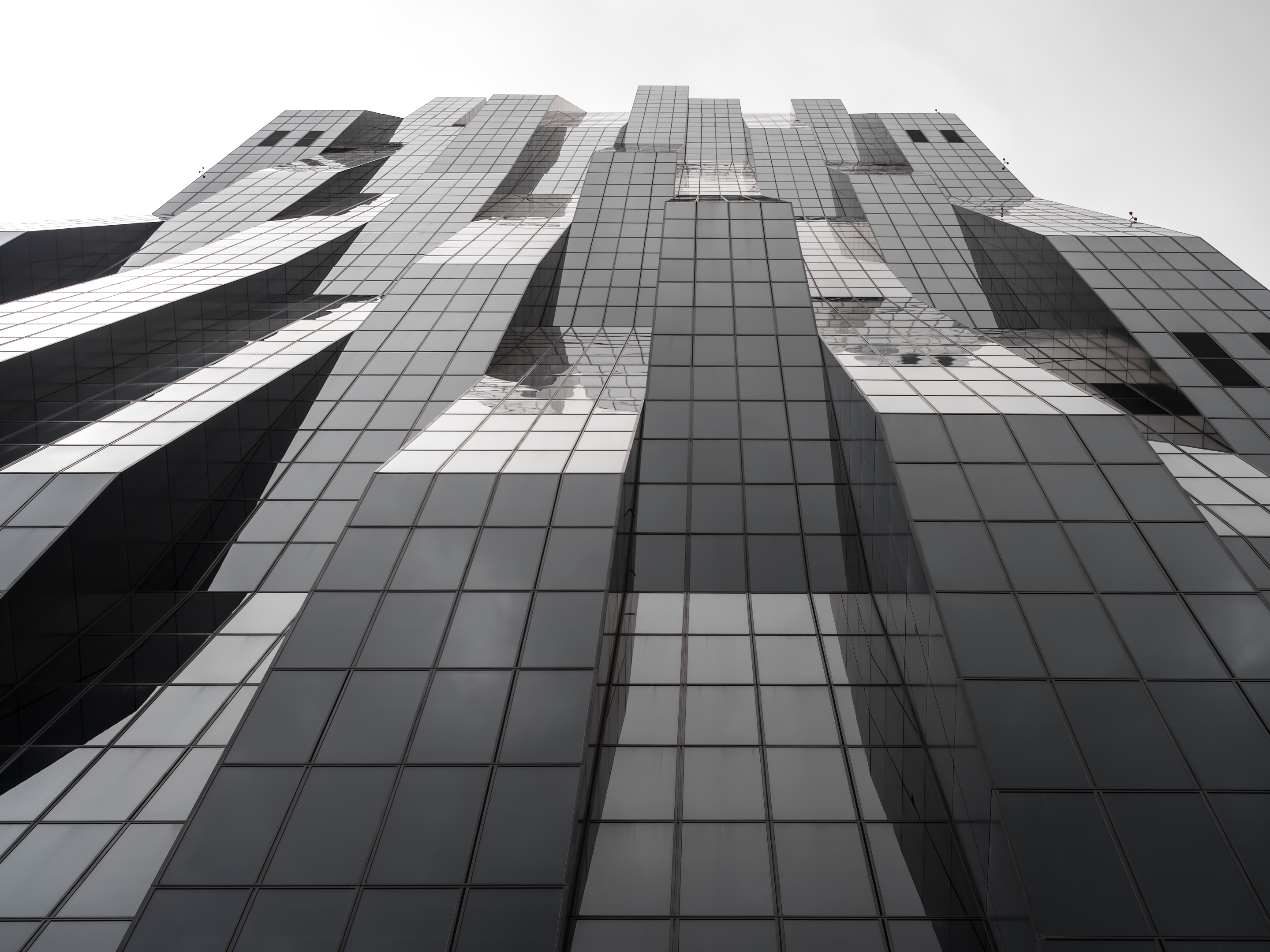
Die Südost-Fassade
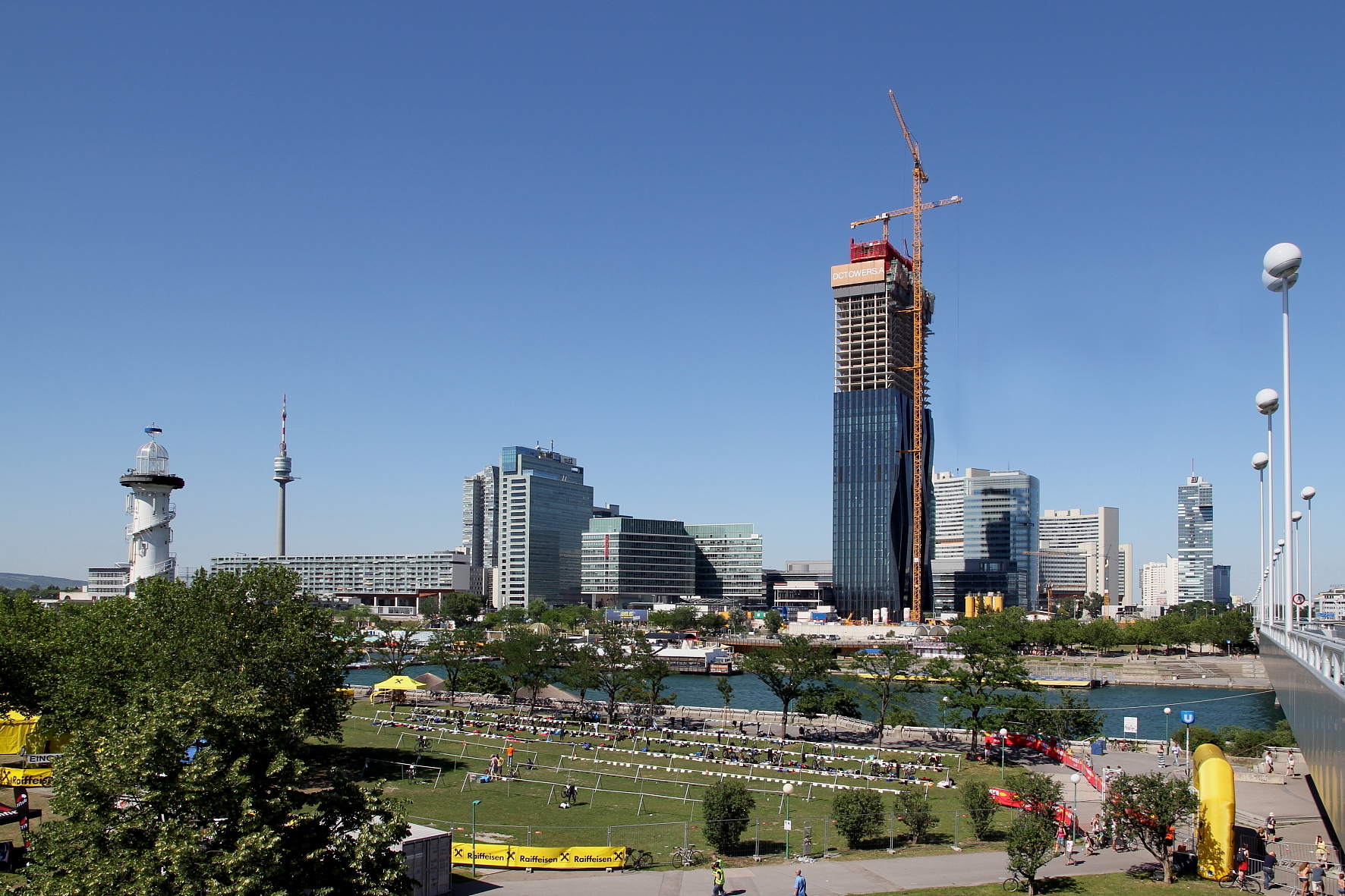
Südwestansicht während der Bauphase (2012)
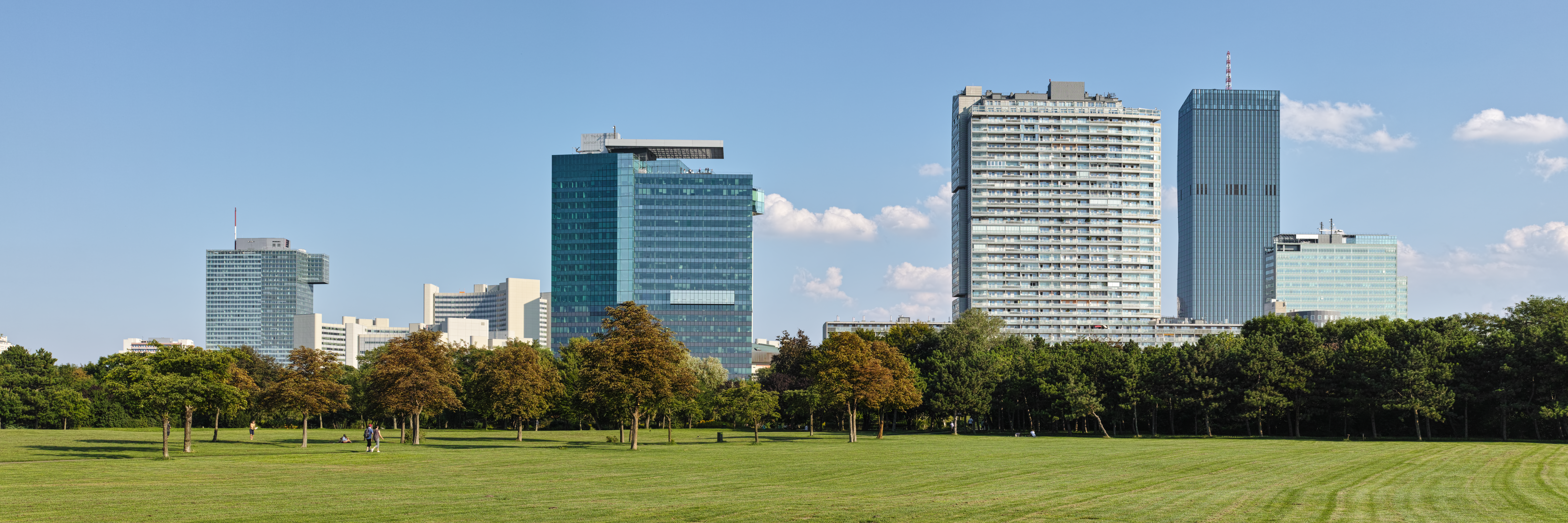
Donau City mit dem DC Tower 1 von Nordwesten